# Ugo Legrand

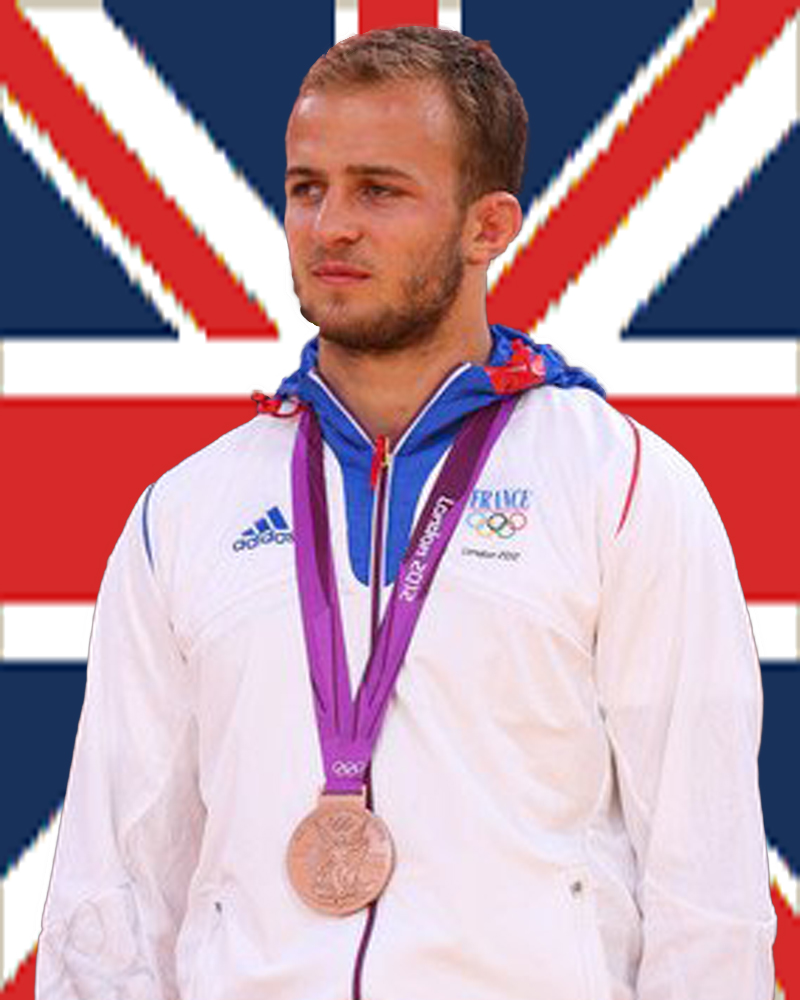
Ugo Legrand 2012 in London

Ugo Legrand (* 22. Januar 1989 in Mont-Saint-Aignan) ist ein ehemaliger französischer Judoka. Er gewann 2012 eine olympische Bronzemedaille.

## Sportliche Karriere
Der 1,75 m große Legrand trat bis 2008 im Halbleichtgewicht bis 66 Kilogramm an. 2005 gewann er eine Bronzemedaille bei den Kadetteneuropameisterschaften, 2006 bei den U20-Europameisterschaften. 2007 erreichte er das Finale bei den U20-Europameisterschaften und erhielt die Silbermedaille. 2008 siegte er sowohl bei den U20-Europameisterschaften als auch bei den U20-Weltmeisterschaften.
2009 rückte Legrand ins Leichtgewicht bis 73 Kilogramm auf. 2009 gewann er den Titel bei den U23-Europameisterschaften. Seine erste Medaille im Erwachsenenbereich erkämpfte sich der Franzose bei den Judo-Europameisterschaften 2010, als er im Viertelfinale gegen den Ungarn Attila Ungvári verlor, dann aber nach zwei Siegen in der Hoffnungsrunde die Bronzemedaille erhielt. Bei den Judo-Weltmeisterschaften 2010 belegte er den siebten Platz. 2011 fanden die Weltmeisterschaften in Paris statt. Im Halbfinale verlor Legrand gegen den Niederländer Dex Elmont, gewann aber anschließend den Kampf um Bronze gegen den Kasachen Rinat Ibragimow. 
Bei den Europameisterschaften 2012 in Tscheljabinsk erreichte Legrand mit vier Siegen das Finale, das er gegen den Ukrainer Wolodymyr Soroka gewann. Bei den Olympischen Spielen in London erreichte er mit zwei Siegen das Viertelfinale, das er gegen Dex Elmont verlor. In der Hoffnungsrunde besiegte er den Tadschiken Rassul Boqijew und den Südkoreaner Wang Ki-chun und erhielt eine Bronzemedaille. 2013 erreichte Legrand das Finale der Weltmeisterschaften in Rio de Janeiro, dort verlor er gegen den Japaner Shōhei Ōno. Seine letzten internationalen Medaillen gewann Legrand bei den Europameisterschaften 2014 in Montpellier. Mit vier Siegen erreichte er das Finale und verlor dann gegen Dex Elmont. Mit der französischen Equipe erhielt er die Bronzemedaille in der Mannschaftswertung. Ende 2015 beendete Ugo Legrand seine Karriere als Leistungssportler.